# 関市令
関市令（げんしりょう）は、令の篇目の1つ。養老令ではともに第27番目に位置しており、全19条からなる。

## 概要
唐令の関市令を継受したもので、関の管理、市の運営を定めている。軍事目的による交通の規制、対外交易の国家管理、官設市での交易の国家管理などを目的とし、過所による関の通過手続き（1条「欲度関条」）、外国との武器の交易の禁止（6条、「弓箭条」）、外国との交易における国家の優先権（8条「官司条」）、国外持ち出し禁止品の規定（9条、「禁物条」）、関門の開閉時間（10条「関門条」）、価格の決定法（13条「官私交関条」）、度量衡の管理（14条「官私権衡条」）などを定めている。
このうち、「欲度関条」については、写本が欠損しており、『令集解』「職員令」68条「摂津職」および「公式令」22条「過所式条」の逸文から復原されたものである。